# ساختار آموزشی ایران (سده ۱۴)
ساختار آموزشی نوین و امروزی ایران در سده ۱۴ هجری خورشیدی شکل گرفته‌است. از اوایل حکومت پهلوی شکل‌گیری سازمان آموزشی ایران در سطح مدرسه (۶ تا ۱۸ سالگی) به صورت کنونی آغاز شد و تغییرات بسیاری را تا به امروز به خود دیده‌است.

## پیشینه
در سال ۱۳۰۰، شورای عالی معارف به وجود آمد و امور فنی آموزشگاه‌ها از آن پس به تصویب آن شورا رسید. در سال ۱۳۰۶ وزارت معارف برای مدارس خارجی حدودی تعیین کرد و در سال ۱۳۱۹ مدارس آمریکایی و انگلیسی برچیده شد، ولی مدارس فرانسوی تا سوم شهریور ۱۳۲۰ باقی ماند. از اول فروردین ۱۳۱۲ تمام دبستان‌های دولتی که تا آن زمان ماهیانه کمی از دانش آموزان می‌گرفتند، رایگان اعلام شدند و برای پرورش آموزگار در اسفند ۱۳۱۲ قانون تربیت معلم وضع شد.
در سال ۱۳۱۷ در سازمان و برنامه دبیرستان‌ها تغییراتی داده شد که سبب سنگینی دستور تحصیلات و رعایت نکردن ذوق شاگرد شد و مواد درسی منظور گردید که در زندگی مورد نیاز نبود. دوره آموزش متوسطه که تا آن زمان دو دوره سه ساله بود و دوره دوم دارای چند رشته بود و دانش آموز در انتخاب آن‌ها آزادی داشت به سه دوره تبدیل شد:
۱. دوره اول سه ساله ۲. دوره دوم دو ساله که دنباله دوره اول و اجباری بود ۳. دوره آخر یک ساله که به سه رشته ادبی، ریاضی و طبیعی تقسیم می‌شد. همچنین در برنامه دانشسرای عالی، حق اختیاری که دانشجویان از سال ۱۳۱۳ در انتخاب شهادتنامه‌های گوناگون داشتند سلب شد و به‌طور کلی آموزش و پرورش، مقتدر و متمرکز شد و چون دولت مقتدر بود تذکرات را نمی‌پذیرفت. اما در مقابل این تغییرات نامطلوب همان سال یک دوره کامل کتب درسی برای دبیرستان‌ها تألیف شد.
در سال ۱۳۱۳ محل تحصیل دورهٔ ابتدایی را «دبستان» و مدرس این دوره را «معلم» و محل تحصیل دوره متوسطه را «دبیرستان» و مدرس این دوره را «دبیر» نامیدند. در سال ۱۳۱۳ دانشگاه تهران تأسیس شد. در سال ۱۳۱۴ فرهنگستان ایران برای حفظ و ارتقای زبان فارسی به وجود آمد و به وضع واژه‌های فارسی و جایگزین در برابر واژه‌های بیگانه پرداخت.
در سال ۱۳۰۴ (آغاز سلطنت رضا شاه) در کشور ۱۰۹ هزار دانش آموز با ۶ هزار معلم وجود داشت و در سال ۱۳۲۰ (پایان سلطنت رضا شاه) ۵۳۶ هزار دانش آموز و ۱۴ هزار معلم وجود داشت. از سال ۱۳۲۶ تأسیس مدارس و آموزشگاه‌های فنی و حرفه‌ای آغاز شد. در سال ۱۳۴۱ مقرر شد که هرساله عده‌ای از مشمولان نظام وظیفه دارای مدرک دیپلم به کار آموزش در روستاها مشغول شوند.

## تاریخ تحول اداری سازمان آموزش و پرورش ایران
۱. سال ۱۲۳۲: اولین بار وزارتخانه‌ای با نام وزارت علوم پدید آمد که مأموریت اصلی آن نظام دادن به امور آموزش و پرورش کشور به سبک جدید بود.
۲. سال ۱۲۸۹: اولین بار قانون اداری معارف کشور به تصویب رسید و نام وزارت علوم به وزارت معارف تغییر یافت و برای آن تشکیلات جدیدی مشخص شد.
۳. سال ۱۳۱۷: نام وزارت معارف به وزارت فرهنگ تغییر یافت و برنامه‌ریزی و نظارت بر امور آموزش و پرورش دوره‌های ابتدایی، متوسطه و عالی و امور فرهنگی کشور به این وزارتخانه واگذار شد
۴. سال ۱۳۴۳: وزارت فرهنگ به وزارتخانه‌های آموزش و پرورش، فرهنگ و هنر و سازمان اوقاف تقسیم شد و امور آموزش و پرورش عمومی و عالی به وزارت آموزش و پرورش واگذار شد.
۵. سال ۱۳۴۶: وزارت علوم و آموزش عالی به وجود آمد و امور آموزش عالی کشور به این وزارت واگذار شد.
۶. سال ۱۳۵۸: وزارت علوم و آموزش عالی با الحاق بخش‌هایی از وزارت فرهنگ و هنر به آن تبدیل به وزارت فرهنگ و آموزش عالی شد. امور آموزش و پرورش عمومی همچنان بر عهدهٔ وزارت آموزش و پرورش ماند. وزارت فرهنگ و ارشاد اسلامی تشکیل یافت و بخش‌های فرهنگی را عهده‌دار شد.
۷. سال ۱۳۶۱: دانشگاه آزاد اسلامی به پیشنهاد علی اکبر هاشمی رفسنجانی و با استفاده از امکانات و حمایت دولت تشکیل شد، که هدف از تأسیس آن گسترش آموزش عالی بدون استفاده از بودجهٔ دولت بود و امروزه بیش از نیمی از آموزش عالی کشور را بر عهده دارد.
۸. سال ۱۳۶۶: دانشگاه پیام نور که آموزش آن به صورت غیرحضوری، خودخوان و از راه دوراست به منظور گسترش آموزش عالی در اقصی نقاط کشور و تحصیلات بومی و فراهم آوردن امکان ادامه تحصیل برای داوطلبان شاغل یا خانه‌دار تأسیس شد.
۹. سال ۱۳۶۵:وظایف مربوط به آموزش نیروی انسانی در حوزهٔ پزشکی و پیراپزشکی از وزارت فرهنگ و آموزش عالی جدا و به وزارت بهداشت، درمان و آموزش پزشکی واگذار شد.
۱۰. سال ۱۳۷۹: وزارت فرهنگ و آموزش عالی به وزارت علوم، تحقیقات و فناوری تغییر نام داد و وظایف برنامه‌ریزی، ارزیابی و نظارت، بررسی و تدوین سیاست‌ها و اولویتهای راهبردی در حوزه‌های تحقیقات و فناوری به وظایف وزارتخانه مذکور افزوده شد.
اداره کنونی امور آموزش و پرورش
هم‌اکنون امور آموزش و پرورش کشور توسط وزارتخانه‌ها و سازمان‌های زیر انجام می‌گیرد:
- آموزش و پرورش عمومی (پیش دبستانی، دبستانی، راهنمایی تحصیلی، متوسطه و پیش دانشگاهی) با وزارت آموزش و پرورش.
- آموزش عالی در رشته‌های غیر از پزشکی با وزارت علوم، تحقیقات و فناوری.
- آموزش عالی در رشته‌های پزشکی با وزارت بهداشت، درمان و آموزش پزشکی.
- آموزش عالی در تمام رشته‌ها به صورت غیرانتفاعی توسط دانشگاه آزاد اسلامی.
- آموزش و پرورش عالی توسط حوزه‌های علمیه.
- آموزش و پرورش نظامی به وسیله نیروهای مسلح و دانشگاه‌های نظامی.
- آموزش مدیران و برخی از کارشناسان و کارکنان با مراکز مدیریت دولتی (سازمان مدیریت و برنامه‌ریزی کشور)
- آموزش‌های اختصاصی توسط مراکز آموزشی وابسته به وزارتخانه‌ها و سازمان‌های مختلف.
- آموزش و پرورش در رشته‌های هنری توسط وزارت فرهنگ و ارشاد اسلامی

## شورای عالی آموزش و پرورش
در سازمان اداری وزارت معارف مصوب ۱۲۸۹ شمسی، شورای عالی معارف پیش‌بینی شده بود. این شورا از آن زمان تاکنون تحت عناوین شورای عالی معارف، شورای عالی فرهنگ و شورای عالی آموزش و پرورش فعالیت داشته‌است. این شورا مهم‌ترین شورای سیاست‌گذاری و تصمیم‌گیری در مورد امور آموزش و پرورش عمومی کشور است.
تعیین خط مشی، هدف‌ها، مقررات، ضوابط و برنامه‌های وزارت آموزش و پرورش و بررسی برنامه‌ها و مطالب کتاب‌های درسی از جمله وظایف شورای عالی آموزش و پرورش است. اعضای این شورا به مدت ۴ سال توسط رئیس‌جمهور منصوب می‌شوند.

## نهادهای وابسته به وزارت آموزش و پرورش در حال حاضر
۱. پژوهشکده تعلیم و تربیت: که در سال ۱۳۷۲ به منظور تهیه و اجرای تحقیقات مختلف در حوزهٔ آموزش و پرورش با همکاری وزارت علوم تأسیس شد.
1. شورای تحقیقات وزارت آموزش و پرورش: که به منظور سیاست‌گذاری در مورد تحقیقات وزارت آموزش و پرورش و تعیین اولویت‌های پژوهشی تشکیل شد. در این شورا تعدادی از استادان دانشگاه‌ها، معاونان وزارتخانه و کارشناسان زبده عضویت دارند.
2. سازمان پژوهش و برنامه‌ریزی آموزشی: که انجام پژوهش‌های مربوط به برنامه‌ریزی و کتاب‌های درسی و تألیف، چاپ و انتشار کتاب‌های درسی را بر عهده دارد.
3. سازمان نوسازی و توسعه و تجهیز مدارس: وظیفه عمده این سازمان، برنامه‌ریزی و نظارت بر اجرای ساختمان‌های مدارس و توسعه و تجهیز آن‌ها است.
4. انجمن اولیا و مربیان: که سعی در تحکیم و توسعه رابطه بین مدارس و خانواده‌های دانش آموزان و مشارکت اولیا در امور تربیتی مدارس دارد.
5. نهضت سوادآموزی: که سوادآموزی بزرگسالان بیسواد و انتشار کتاب‌های مناسب برای آنان را بر عهده دارد.
6. کانون پرورش فکری کودکان و نوجوانان: تهیه و انتشار کتاب و فیلم‌های مناسب برای کودکان و نوجوانان، تأسیس کتابخانه و قرائتخانه، انجام پژوهش در مورد کودکان و نوجوانان و ارائه امکانات فرهنگی و هنری برای آنان از جمله وظایف این سازمان است.
7. سازمان ملی پرورش استعدادهای درخشان (سمپاد): که انتخاب دانش آموزان بااستعداد برای تحصیل در دوره‌های دوره متوسطه اوّل و دوم و برنامه‌ریزی و نظارت بر گسترش مدارس تیزهوشان را انجام می‌دهد.
8. سازمان آموزش و پرورش استثنایی: که تربیت کودکان و نوجوانان ناشنوا و نیمه شنوا، نابینا و نیمه بینا، عقب مانده ذهنی و ناسازگار را بر عهده دارد.

۱۰. دانشگاه فرهنگیان: تأسیس ۱۳۹۰وظیفه تأمین، تربیت و بهسازی معلمان و نیروی انسانی وزارت آموزش و پرورش را در ایران بر عهده دارد.
۱۱. دانشگاه تربیت دبیر شهید رجایی: تأسیس ۱۳۷۴ وظیفه تأمین دبیر فنی برای هنرستان‌های آموزش و پرورش را بعهده دارد. قبل از این تاریخ بنام انستیتو انقلاب اسلامی فعالیت کرده‌است.

## تغییرات مقاطع تحصیلی
در قانون اساسی فرهنگ مصوب آبان ماه ۱۲۹۰ هجری شمسی، دوره ابتدایی به عنوان اولین دورهٔ تحصیلی و مدت آن شش سال ذکر شده‌است. پس از آن تعلیمات ابتدایی، عمومی، اجباری و مجانی اعلام شده‌است. کودکانی که روز اول مهرماه هرسال شش سال تمام داشتند می‌توانستند در پایهٔ اول ثبت نام کنند.
طبق این قانون اساسی، دوره‌های تحصیلی ایران شامل دوره ابتدایی ۶ سال و دوره اول و دوم متوسطه هرکدام ۳ سال بوده‌است. در سال۱۳۳۹ ساختار آموزشی کشور تغییر کرد و شامل دوره ابتدایی ۵ سال، دوره راهنمایی ۳ سال و دوره متوسطه ۴ سال شد. در سال ۱۳۷۰ دوره‌های تحصیلی شامل دوره‌های زیر شد:
۱. دوره آمادگی (۱ سال): پیش دبستانی در سال‌های اخیر به مقطع ابتدایی افزوده شده‌است. در واحدهای پیش دبستانی کودکان پنج ساله به مدت یک سال بنابر اهداف خاص این دوره، آموزش‌های لازم را دیده و برای ورود به دورهٔ ابتدایی آماده می‌شوند. به همین دلیل به آن آمادگی نیز می‌گویند.
۲. دوره ابتدایی (۶ سال): کودکانی که روز اول مهرماه هرسال شش سال تمام دارند، در دوره ابتدایی ثبت نام نموده و به مدت شش سال این دوره را می‌گذرانند.
۳. دوره راهنمایی (۳ سال): پس از تغییر مدت دورهٔ آموزش ابتدایی (سال۱۳۳۹)، دوره‌ای به نام راهنمایی به مقاطع تحصیلی آموزش همگانی افزوده شد. این دوره از سال تحصیلی ۴۰–۳۹ در ایران آغاز گردید که مدت تحصیل در آن سه سال است. قبول شدگان دورهٔ پنج ساله ابتدایی در دورهٔ راهنمایی ثبت نام می‌کنند.
۴. دوره متوسطه (۳ سال): پیش از ۱۳۷۰، فارغ التحصیلان دورهٔ راهنمایی تحصیلی وارد دورهٔ متوسطه می‌شدند. مدت دورهٔ متوسطه چهار سال و شامل دو گرایش نظری و فنی وحرفه‌ای بود (دوره متوسطه نظام قدیم). ازسال تحصیلی ۷۲–۱۳۷۱ دورهٔ متوسطه به صورت نظام ترمی- واحدی به صورت آزمایشی در چند واحد دبیرستانی آغاز گردید.
۵. دوره پیش دانشگاهی (۱ سال)
از سال تحصیلی ۹۳–۱۳۹۲ مقاطع تحصیلی به این صورت درآمده‌است:
۱. دوره آمادگی (۱ سال)
۲. دوره ابتدایی اول(۳ سال)
۳. دوره ابتدایی دوم(۳ سال)
۴. دوره اول متوسطه (۳ سال)
۵. دوره دوم متوسطه (۳ سال)